# Blore with Swinscoe
Blore with Swinscoe est une paroisse civile du Staffordshire, en Angleterre.